# Bematistes helichta
Bematistes helichta är en fjärilsart som beskrevs av Heinrich Neustetter 1916. Bematistes helichta ingår i släktet Bematistes och familjen praktfjärilar. Inga underarter finns listade i Catalogue of Life.